# Jesper Arvidsson
Pour les articles homonymes, voir Arvidsson.
Jesper Arvidsson, né le 1er janvier 1985 à Götene, est un footballeur suédois. Il évolue au poste d'arrière gauche avec le club suédois de l'IK Sirius.

## Biographie
Arvidsson commence sa carrière au club de sa ville natale, le Götene IF, avant de signer à l'IF Elfsborg en tant que jeune joueur de 15 ans lors de l'année 2000. Cinq ans plus tard, il est promu chez les professionnels, mais sans arriver à s'imposer. Pour pallier ce manque de temps de jeux, il est prêté au club de deuxième division d'Åtvidabergs FF, où il devient un joueur important de l'équipe. Début 2011, il quitte l'IF Elfsborg et signe un contrat d'une année avec le club d'Åtvidabergs FF. 
Après la saison 2012, Arvidsson veut signer avec un club basé à Stockholm, car il vit là-bas et se rend régulièrement à Åtvidaberg. Il entre en discussions avec un club Superettan, l'Hammarby IF, mais finit par signer avec un club d'Allsvenskan, le Djurgårdens IF. 
En 2016, il connaît sa première expérience étrangère en signant au Vålerenga Fotball, en Norvège. 
De cette expérience peu convaincante, il s'engage dans l'année avec l'IK Sirius avec lequel il sera champion de deuxième division. Lors de la saison 2017, il inscrit sept buts en première division avec cette équipe.

## Palmarès
- Champion de Suède en 2006 avec Elfsborg
- Champion de Suède de D2 en 2011 avec Aatvidabergs et en 2016 avec l'IK Sirius
- Finaliste de la Coupe de Suède en 2013 avec Djurgårdens